# Бунгэй
Бунгэй (яп. 文藝 бунгэй, «Художественная литература») — японский ежеквартальный литературный журнал, выпускаемый издательским домом «Кавадэ сёбо», начиная с 1933 года. Первоначально выходил ежемесячно, однако в 1980-е годы перешёл на ежеквартальный формат спецвыпусков, посвящённых определенному автору. Ориентирован на публикацию литературы дзюнбунгаку. Журналом курируется собственная литературная премия для дебютантов. В числе лауреатов Ясуо Танака. Наряду с журналами «Синтё», «Бунгакукай», «Гундзо» и «Субару» входит в пятёрку ведущих японских толстых литературных журналов. К выпускавшемуся в 1930-е годы издательством «Кайдзося» одноимённому литературному журналу прямого отношения не имеет.